# Бунвил (Арканзас)
Бунвил (енгл. Booneville) град је у америчкој савезној држави Арканзас.

## Демографија
По попису из 2010. године број становника је 3.990, што је 127 (-3,1%) становника мање него 2000. године.
| Група             | 2000.         | 2010.         |
| Белци             | 3.951 (96,0%) | 3.665 (91,9%) |
| Афроамериканци    | 2 (0,0%)      | 40 (1,0%)     |
| Азијати           | 11 (0,3%)     | 23 (0,6%)     |
| Хиспаноамериканци | 36 (0,9%)     | 128 (3,2%)    |
| Укупно            | 4.117         | 3.990         |